# Benina International Airport
Benina International Airport (arabiska: مطار بنينة الدولي) är en flygplats i Libyen.   Den ligger i distriktet Benghazi, i den norra delen av landet, 700 km öster om huvudstaden Tripoli. Benina International Airport ligger 131 meter över havet.
Terrängen runt Benina International Airport är huvudsakligen platt, men åt sydost är den kuperad. Terrängen runt Benina International Airport sluttar västerut. Runt Benina International Airport är det glesbefolkat, med 10 invånare per kvadratkilometer. Närmaste större samhälle är Benghazi, 19,0 km väster om Benina International Airport. Omgivningarna runt Benina International Airport är i huvudsak ett öppet busklandskap.